# Arnulfo II da Baviera
Arnulfo II da Baviera, (913- 22 de julho de 954, Regensburg) era filho de Arnulfo I da Baviera e Judite de Sülichgau, foi conde palatino da Baviera de 938 a 954.
Ele teve um filho:
- Bertoldo da Baviera

Os reis e duques da Baviera, bem como Isabel de Wittelsbach, são os descendentes diretos de Arnulfo II.